# Starry Wish
《Starry Wish》是日本女性聲優、歌手水瀨祈的第3張單曲。2016年11月9日由King Records發行。規格編號KICM-1726。

## 解說
《Starry Wish》是聲優兼歌手水瀨祈她在2016年10月至12月由TOKOYO MX、AT-X播出的魔法少女奈葉系列第5期電視動畫《ViVid Strike！》聲演主角風香·雷文頓而選用的片尾主題曲，也是水瀨她的第1首動畫主打歌曲，另外初回特典版有附贈該動畫的特製卡片。
至於該單曲收錄第2首歌曲『夏天的約定』則被女性向內容的遊戲製作公司Rejet自家發行的Situation CD「√HAPPY+SUGAR=DARLING系列」選為『√HAPPY+SUGAR=VACATION』的主題歌使用。
最後該單曲收錄第3首歌曲『MELODY FLAG』同樣被選為水瀨她從2016年10月2日起在文化放送主持的電台節目「水瀨祈 MELODY FLAG」的主題曲使用。
該單曲則是自從上一張單曲《harmony ribbon》以來，曾創下初次亮相時售出1.6萬張的史上最的銷售紀錄。

## 單曲收錄內容
| CD單曲   | CD單曲         | CD單曲   | CD單曲       | CD單曲            | CD單曲 |
| 曲序     | 曲目           |          | 作曲         | 編曲              | 时长   |
| -------- | -------------- | -------- | ------------ | ----------------- | ------ |
| 1.       | Starry Wish    | nozomi   | KOUGA,nozomi | KOUGA             | 4:07   |
| 2.       | 夏天的約定（夏の約束） | 久下真音 | kayoko       | 千葉"naotyu-"直樹 | 4:10   |
| 3.       | MELODY FLAG    | 中野領太 | 中野領太     | 中野領太          | 4:45   |
| 总时长： | 总时长：       | 总时长： | 总时长：     | 总时长：          | 13:03  |

## 排行榜
| 排行榜                            | 最高名次 | 資料來源 |
| --------------------------------- | -------- | -------- |
| 日本Oricon 週榜CD單曲排行榜       | 8        | [ 2 ]    |
| Billboard Japan Hot 100           | 13       | [ 6 ]    |
| Billboard Japan Hot Animation     | 6        | [ 7 ]    |
| Billboard Japan Hot Singles Sales | 12       | [ 8 ]    |
| M-ON！J-POP最強COUNT DOWN 50      | 14       | [ 9 ]    |

## 資料來源
1. 1 2  . TOWER RECORDS ONLINE. Tower Records.   [2016-11-12]. （原始内容存档于2022-09-09） （日语）.
2. 1 2  . ORICON STYLE. 株式會社oricon ME.   [2016-11-16]. （原始内容存档于2016-11-12） （日语）.
3. 1 2 3 4  . King Records.   [2016-11-12]. （原始内容存档于2017-06-30） （日语）.
4. 1 2 3  . Yahoo！JAPAN新聞. Yahoo！JAPAN（日语：Yahoo! JAPAN）.   [2016-09-05]. （原始内容存档于2016-09-13） （日语）.
5. ↑  . KING RECORDS Topics. King Records.   [2016-11-12]. （原始内容存档于2016-11-13） （日语）.
6. ↑  . Billboard JAPAN. 阪神CONTENTS LINK.   [2016-11-16]. （原始内容存档于2016-11-16） （日语）.
7. ↑  . Billboard JAPAN. 阪神CONTENTS LINK.   [2016-11-16]. （原始内容存档于2019-01-30） （日语）.
8. ↑  . Billboard JAPAN. 阪神CONTENTS LINK.   [2016-11-16]. （原始内容存档于2019-01-30） （日语）.
9. ↑  . MUSIC ON! TV. M-ON！Entertainment.   [2016-11-13]. （原始内容存档于2018-02-09） （日语）.

## 外部連結
- King Records官方網站的歌曲介紹頁面（页面存档备份，存于） （日語）